# Rosemary Smith
Rosemary Smith (ur. 7 sierpnia 1937 w Dublinie, zm. 5 grudnia 2023) – irlandzka kierowca rajdowy i projektantka mody.

## Życiorys
Rosemary Smith przez pewien czas była projektantką mody oraz modelką (m.in. dla domu mody Dior, prezentując new look). Jedną z największych pasji Rosemary była jednak motoryzacja. 
Po raz pierwszy wzięła udział w Rajdzie Monte Carlo w 1962 roku. Ponadto uczestniczyła m.in. w Rajdzie Grecji oraz zwyciężyła w holenderskim Rajdzie Tulipa (1965). Smith brała udział w wyścigach długodystansowych m.in.:  z Londynu do Sydney (1968) oraz z Londynu do Meksyku (1970).
10 maja 2017 roku w wieku 79 lat poprowadziła samochód Formuły 1 Renault R.S.17, stając się najstarszą osobą, która poprowadziła samochód o mocy 800 brake horsepower.
Przez 20 lat prowadziła kampanię w celu wprowadzenia edukacji młodych kierowców w szkołach. Prowadziła własną szkołę nauki jazdy dla uczniów w wieku przejściowym, która znajduje się w Dublinie.